# Hypsipylé
Hypsipylé (řecky Ὑψιπύλη, latinsky Hypsipyle) byla v řecké mytologii královna na ostrově Lémnos, dcera krále Thoanta.
Když se Argonauti blížili na své slavné plavbě na lodi Argó za zlatým rounem do daleké Kolchidy, věštec lodníkům vyprávěl, že na ostrově nežije jediný muž. Ženy na ostrově nedostatečně uctívaly Afroditu, za to je bohyně potrestala tím, že jejich mužové o ně ztratili zájem a oblíbili si ženy z pevniny, přiváželi si je za manželky. To vyvolalo hněv a nenávist a ženy z Lémnu pobily všechny muže. Jediný se zachránil král Thoás, kterého dcera Hypsipylé ukryla v truhlici, kterou spustila na moře. Brzy však ženy poznaly, že bez mužů je život ještě těžší a když se přiblížila loď s Argonauty, ženy je pozvaly na ostrov, obletovaly je a prosily, aby s nimi zůstali déle. Královna Hypsipylé nabízela předání moci Iásonovi, ten ale odmítal. I tak se na ostrově zdrželi delší dobu, až nakonec na naléhání Héraklovo zvedli kotvy a odplouvali. Mnoho z nich však prý zanechalo na ostrově potomky. Ženská nadvláda na Lémnu však netrvala dlouho, v Homérově Iliadě už je řečeno, že v době trojské války již vládl na ostrově král Euénos, syn Iásonův a Hypsipylin.
Další pověsti uvádějí, že Lémňanky prodaly svou královnu Hypsipylé do otroctví za to, že jediná zachránila život muže - svého otce, kdežto všechny ostatní podle dohody své muže zavraždily. Hypsipylé se dostala k nemejskému králi Lykúrgovi a byla chůvou jeho maličkého syna Ofelta. Když však chlapce nechala jednou na louce bez dohledu, obrovský had jej uškrtil. Král Lykúrgos ji chtěl nechat zabít, ale zabránil mu v tom jeden z vojáků, kteří táhli do války Sedmi proti Thébám.

## Odraz v umění
- Hypsipylé je Euripidova tragédie, její zlomky byly objeveny v r. 1908
- Sedm proti Thébám v Aischylově tragédii líčí dobu jejího otroctví